# Hans von Holtzendorff
Hans Graf von Holtzendorff  (* 15. November 1873 in Berlin; † 28. Juli 1934 in Seebad Bansin) war ein deutscher Amtshauptmann und Ministerialbeamter.

## Leben
Holtzendorff besuchte das Vitzthum-Gymnasium Dresden. Nach dem Abitur 1893 studierte er Rechtswissenschaften an der Albert-Ludwigs-Universität Freiburg und der Universität Leipzig. Im Jahr 1896 wurde er sächsischer Regierungsreferendar und 1900 Gerichtsassessor sowie Zivilrichter am Landgericht Dresden. 1903 wurde Holtzendorff Hilfsarbeiter beim sächsischen Landeskonsistorium in Dresden. Im Jahr 1908 wechselte er als Legationsrat ins sächsische Ministerium der Auswärtigen Angelegenheiten. Danach war er von 1911 bis 1913 als Regierungsrat Vorstand der amtshauptmannschaftlichen Delegation Sayda in der Amtshauptmannschaft Freiberg und von 1913 bis 1917 Amtshauptmann der Amtshauptmannschaft Glauchau. Anschließend wurde er ins Landeslebensmittelamt beim sächsischen Ministerium des Innern versetzt und war dort für die Fleisch-, Kartoffel- und Milchversorgung verantwortlich.
Vom 1. April 1918 bis zum Februar 1919 war Holtzendorff stellvertretender Bevollmächtigter Sachsens im Bundesrat. Anschließend war er bis zu seinem Eintritt in den Ruhestand im Februar 1934 als Ministerialdirektor in gleicher Funktion im Reichsrat tätig, ab 1. März 1932 zusätzlich als stimmführender Stellvertreter. Ab dem 1. April 1932 übernahm er als Nachfolger von Georg Gradnauer die Geschäftsführung der aufgehobenen sächsischen Gesandtschaft in Berlin.

## Familie
Hans Graf von Holtzendorff entstammte dem sächsischen Uradelsgeschlecht von Holtzendorff und war der Sohn des Offiziers Georg Graf von Holtzendorff und dessen Frau Therese geb. von Minkwitz. Mit seiner Frau Mira hatte er zwei Kinder, darunter den gleichnamigen Sohn Hans von Holtzendorff (1910–1972), der von 1941 bis 1943 mit Renate von Killinger, der Tochter des ehemaligen sächsischen Ministerpräsidenten und deutschen Gesandten in Rumänien, Manfred von Killinger, verheiratet war.